# Banksetosa notata
Banksetosa notata är en spindelart som beskrevs av Arthur M. Chickering 1946. Banksetosa notata ingår i släktet Banksetosa och familjen hoppspindlar. Inga underarter finns listade.